# 和田映子
和田 映子（わだ えいこ、1939年4月25日 - ）は、日本の元競泳選手。愛媛県出身。1956年メルボルンオリンピック・1960年ローマオリンピック日本代表。自由形の元日本記録保持者。

## 経歴
南宇和郡御荘中学校、奈良県立五條高等学校、天理大学卒。
1956年のオリンピック選考会で100m自由形で4位に入り、400mフリーリレー要員としてメルボルンオリンピック日本代表に選出された。メルボルンオリンピックでは400m自由形と400mフリーリレーに出場し、ともに予選落ちだった。
1958年アジア競技大会では400m自由形で3位に入った。
1960年ローマオリンピック日本代表にも2大会連続で選出され、400m自由形と400mフリーリレーに出場した。結果はともに予選落ちとなった。

## 主な実績
- 1956年高校総体　200m自由形優勝[4]・日本新記録　400mフリーリレー優勝　400mメドレーリレー優勝・日本新記録
- 1956年メルボルンオリンピック　400m自由形予選落ち　400mフリーリレー予選落ち・日本新記録
- 1957年高校総体　400m自由形優勝[5]　800m自由形優勝[6]　400mフリーリレー優勝　400mメドレーリレー優勝
- 1957年日本選手権　400m自由形優勝[7]・日本新記録　800m自由形優勝[8]・日本新記録
- 1958年アジア競技大会　400m自由形3位
- 1959年日本選手権　400m自由形優勝　800m自由形優勝
- 1960年ローマオリンピック　400m自由形予選落ち　400mフリーリレー予選落ち